# Morganton (Georgia)
Morganton es un pueblo ubicado en el condado de Fannin en el estado estadounidense de Georgia. En el censo de 2000, su población era de 299 habitantes.

## Demografía
En el 2000 la renta per cápita promedia del hogar era de $12,500, y el ingreso promedio para una familia era de $15,836. El ingreso per cápita para la localidad era de $13,897. Los hombres tenían un ingreso per cápita de $14,875 contra $15,750 para las mujeres.

## Geografía
Morganton se encuentra ubicado en las coordenadas 34°52′36″N 84°14′44″O / 34.87667, -84.24556 (34.876616, -84.245432).
Según la Oficina del Censo, la localidad tiene un área total de 2,2 km² (0,8 mi²), de la cual 2,2 km² (0,8 mi²) es tierra y 0 km² (0 mi²) (0.00%) es agua.